# Antônio de Almeida Morais Júnior
Dom Antônio de Almeida Morais Júnior (Paraisópolis, 26 de junho de 1904 — Guaratinguetá, 12 de novembro de 1984) foi um prelado brasileiro, Arcebispo da Olinda e Recife e de Niterói.

## Biografia
Nascido em Sapucaí-Mirim, então distrito de Paraisópolis, dom Antônio foi ordenado padre em 2 de outubro de 1927. Foi sagrado bispo de Montes Claros em 31 de janeiro de 1949. Foi elevado a arcebispo em 19 de março de 1952, como Arcebispo da Olinda e Recife, onde participou dos grupos de discussão, constituídos por integrantes da administração pública federal e do episcopado brasileiro, que propunham uma solução conjunta para os problemas da Região Nordeste do Brasil, discussões essas que dariam origem à Superintendência de Desenvolvimento do Nordeste (SUDENE).
Foi transferido para a recém elevada Arquidiocese de Niterói em 1960, onde ficou até resignar-se, em 1979, mudando-se para Guaratinguetá, onde veio a falecer por conta de um edema pulmonar em 12 de novembro de 1984.
Foi famoso orador sacro, e pertenceu a diversas associações culturais e beneficentes, como o Instituto Histórico e Geográfico de São Paulo, Instituto Arqueológico de Pernambuco, Academia Mineira de Letras, Academia Fluminense de Letras, Doutor honoris causa da Universidade Federal Fluminense, além de Conselheiro Nacional da Cruz Vermelha Brasileira e Grande Oficial da Ordem do Mérito de Rio Branco.